# Bourg-Archambault
Bourg-Archambault is een gemeente in het Franse departement Vienne (regio Nouvelle-Aquitaine) en telt 194 inwoners (1999). De plaats maakt deel uit van het arrondissement Montmorillon.

## Geografie
De oppervlakte van Bourg-Archambault bedraagt 25,1 km², de bevolkingsdichtheid is 7,7 inwoners per km².
De onderstaande kaart toont de ligging van Bourg-Archambault met de belangrijkste infrastructuur en aangrenzende gemeenten.

## Demografie
Onderstaande figuur toont het verloop van het inwonertal (bron: INSEE-tellingen).